# 1777

## Esdeveniments
Països Catalans
Resta del món
- 3 de gener - Princeton (Nova Jersey, EUA): Els americans vencen en la batalla de Princeton, durant la Guerra d'Independència dels Estats Units.
- 3 de juny - Aranjuez (Comunitat de Madrid): Espanya i França signen el Tractat d'Aranjuez de 1777 en el qual el primer cedeix la part occidental de l'illa de l'Hispaniola (en l'actualitat, Haití al segon.
- 14 de juny, Estats Units d'Amèrica: S'adopta la Bandera dels Estats Units anomenada de les barres i estrelles.
- 11 de setembre, Chadds Ford, Pennsilvània (Estats Units): Victòria anglesa en la batalla de Brandywine, durant la Guerra d'Independència dels Estats Units.[1]
- 4 d'octubre, Germantown (Pennsilvània, EUA): Victòria britànica en la batalla de Germantown, en el curs de la Campanya de Filadèlfia de la Guerra de la Independència dels Estats Units.[2]
- 17 d'octubre - Saratoga (Estat de Nova York): Els americans guanyen la batalla de Saratoga durant la Guerra d'Independència dels Estats Units.[3]
- 24 de desembre: James Cook arriba a l'illa de Kiritimati, a l'oceà Pacífic, també coneguda com a Christmas.
- Es funda l'editorial Éditions Belin
- Es publica la segona edició de l'Encyclopædia Britannica.

## Naixements
Països Catalans
- 31 d'agost, Reus (Baix Camp): Pròsper de Bofarull i Mascaró, arxiver i historiador català.
- 27 de setembre, Titaigües (Serrans, País Valencià): Simón de Rojas Clemente y Rubio, botànic valencià (m. 1827).
- 28 de setembre, Fornalutx: Maria Ferrer Arbona, pedagoga iniciadora del col·legi de la Puresa de Palma (m.1865).[4]
- Barcelona (Barcelonès): Ramon Ferrer i Tolrà, eclesiàstic i historiador, cronista de la guerra napoleònica a Catalunya.

Resta del món
- 30 d'abril, Braunschweig (Sacre Imperi Romanogermànic): Carl Friedrich Gauß, matemàtic i científic que contribuí de manera significativa a molts camps (m. 1855).
- 11 de maig, Solothurn, Suïssa: Johann Kyburz, orguener suís.
- 23 de juliol, Wolgast (Alemanya), Philipp Otto Runge, destacat pintor del romanticisme primerenc alemany.
- 14 d'agost, Rudkøbing (Dinamarca) : Hans Christian Ørsted, físic i químic danès, gran estudiós de l'electromagnetisme.
- 4 de desembre, Lió, Juliette Récamier, figura de la societat francesa amb un important saló polític i literari (m. 1849).[5]
- 16 de desembre, Reims: Barbe-Nicole Ponsardin, la Vídua Clicquot, empresària francesa de la indústria del xampany (m.1866).[6]
- 24 de desembre, Sant Petersburg: Alexandre I, tsar de Rússia i rei de Polònia.

## Necrològiques
Països Catalans
Resta del món
- 24 de febrer, Lisboa (Portugal): Josep I de Portugal, príncep del Brasil (1714-1750) i rei de Portugal (1750-1777).
- 1 de març, Viena, Aústria: Georg Christoph Wagenseil, compositor (n. 1715)[7]
- 1 de juliol, Pequín, Xina: Dai Zhen, filòsof, filòleg, historiador i matemàtic xinès (n. 1724)[8]
- 23 d'agost, Milà: Clelia Grillo Borromeo, aristòcrata, científica, salonnière italiana (n.1684).[9]
- 25 de setembre, Berlín (Prússia): Johann Heinrich Lambert, matemàtic, físic, astrònom i filòsof.
- 6 d'octubre, París: Marie-Thérèse Rodet Geoffrin, escriptora i salonnière francesa, figura de la Il·lustració (n. 1699).[10]